# Rosemarie Simmen
Pour les articles homonymes, voir Simmen.
 (avril 2024).
Rosemarie Simmen, née le 10 septembre 1938 à Zurich (Suisse) et morte le 1er avril 2024, est une femme politique suisse du Parti démocrate-chrétien (PDC).

## Formations
- Gymnase à Zurich, Maturité type A
- 1964 École polytechnique fédérale de Zurich, diplôme en pharmacie.

## Profession
- Pharmacienne en Suisse allemande, à Genève (où elle apprend le français) et à Berlin.

## Mandats politiques
- 1981-1986, députée à l'Assemblée constituante soleuroise.
- 1983-1987, députée au Grand Conseil soleurois
- 1987-1999, députée aux Conseil des États pour le canton de Soleure

Membre de la délégation à l'Union interparlementaire qu'elle a présidée en 1996-1997.
Elle échoue dans sa tentative d'élection à la présidence du Conseil des États, le groupe PDC lui préférant Anton Cottier. Lors de l'élection au Conseil fédéral de 1999, elle obtient des suffrages mais prend la parole au cours de la séance de l'Assemblée fédérale pour annoncer qu'elle n'est pas candidate.
- 1990-1997, présidente de la fondation Pro Helvetia